# Turquía en los Juegos Olímpicos de Atlanta 1996
Turquía estuvo representada en los Juegos Olímpicos de Atlanta 1996 por un total de 53 deportistas, 44 hombres y 9 mujeres, que compitieron en 9 deportes.
El portador de la bandera en la ceremonia de apertura fue el nadador Derya Büyükuncu.

## Medallistas
El equipo olímpico turco obtuvo las siguientes medallas:
| Nombre            | Deporte            | Competición |
| ----------------- | ------------------ | ----------- |
| Oro               |                    |             |
| Halil Mutlu       | Halterofilia       | 54 kg M     |
| Naim Süleymanoğlu | Halterofilia       | 64 kg M     |
| Hamza Yerlikaya   | Lucha grecorromana | 82 kg M     |
| Mahmut Demir      | Lucha libre        | 130 kg M    |
| Plata             |                    |             |
| Malik Beyleroğlu  | Boxeo              | 75 kg M     |
| Bronce            |                    |             |
| Mehmet Akif Pirim | Lucha grecorromana | 62 kg M     |